# Dansfeber
Dansfeber var ett svenskt underhållningsprogram på TV4. Förlagan är det brittiska dansprogrammet Let's Dance for Comic Relief. Programmet hade premiär på TV4 den 28 augusti 2010 och avslutades 16 oktober 2010. I Dansfeber framförde svenska kändisar tidigare kända dansnummer, i varje program röstade tittarna fram kvällens favorit. Samtliga favoriter mötes sedan i en avgörande final. Programledare var Kattis Ahlström och deltagarna bedömdes även av en expertpanel bestående av Pernilla Wahlgren, Hans Wiklund och Sven Melander. Varje deltagare hade två telefonnummer som tittarna kunde ringa och rösta på, vara det ena led till fadderskap i Plan Sverige, även överskottet från telefonsamtalen tillföll Plan Sverige. I samband med programstarten la TV4 ner Faddergalan. Till skillnad från liknade program på TV4 var det i de första avsnitten en gräns på 18 år för att ringa och rösta. Varje program hade ett tema, temat syftade på vad insamlingen tillfaller för ändamål inom Plan Sverige, under programmet uppmärksammades också temat. Publikplatserna kostade 80 kr per biljett, från början var priset på 150 kr. I finalen uppträdde även Amy Diamond och Mikael Rickfors och Ola Svensson. Vinnare blev Tobias Blom och Marko Lehtosalo som framförde dansen "Time of my life" (Dirty Dancing).

## Säsong 1

### Program 1: Katastrof
Sändes den 28 augusti 2010. 
1. Morgan Alling - What a feeling (Flashdance)
2. Pia Johansson - You should be dancing (Saturday Night Fever)
3. Simmerskorna: Johanna Sjöberg och Josefin Lillhage - Hot honey rag (Chicago)
4. Ståuppgänget: Ann Westin, Cilla Domstad, Jakob Öqvist, Yvonne Skattberg och Zinat Pirzadeh - Wannabe (Spice Girls)

#### Resultat
Listar här nedan de tävlande som gick direkt till final. Listar även de tävlande som expertpanelen röstade vidare till kvalet (näst-sista programmet).

Den av dessa två band som är markerad med mörkgrå färg är de band som erhöll flest tittarröster och därmed gick direkt till finalen.
| Högst antal tittarröster |              |
| Morgan Alling            | Ståuppgänget |

### Program 2: Skola
Sändes den 4 september 2010
1. Fredrick Federley - Manboy (Eric Saade)
2. Curlinglaget: Anette Norberg och Peja Lindholm - Born to Hand Jive (Grease)
3. Jenny Berggren - Diamonds are a girls best friend (Herrar föredrar blondiner)
4. Ronny Svensson - Thriller (Michael Jackson)

#### Resultat
Listar här nedan de tävlande som gick direkt till final. Listar även de tävlande som expertpanelen röstade vidare till kvalet (näst-sista programmet).

Den av dessa två band som är markerad med mörkgrå färg är de band som erhöll flest tittarröster och därmed gick direkt till finalen.
| Högst antal tittarröster |                   |
| Ronny Svensson           | Fredrick Federley |

### Program 3: Skola
Sändes den 11 september 2010.
1. Nassim Al Fakir - Single ladies (Beyonce)
2. Anders Jacobsson och Sören Olsson - You're the one that I want (Grease)
3. Fotbollslaget: Masse Magnusson, Peter Antoine och Rami Shaaban  - (Riverdance)
4. Anna Book - Candyman (Christina Aguilera)

#### Resultat
Listar här nedan de tävlande som gick direkt till final. Listar även de tävlande som expertpanelen röstade vidare till kvalet (näst-sista programmet).

Den av dessa två band som är markerad med mörkgrå färg är de band som erhöll flest tittarröster och därmed gick direkt till finalen.
| Högst antal tittarröster |           |
| Nassim Al Fakir          | Anna Book |

### Program 4: Flicka
Sändes den 18 september 2010
1. Babsan: Lars-Åke Wilhelmsson - Ice, ice baby (Vanilla Ice)
2. Ola & Sussie: Ola Forssmed och Sussie Eriksson - Chorie Chorie (The Guru)
3. Dogge Doggelito - Singin' in the rain (Singin' in the rain)
4. Bloggarna: Katrin Zytomierska och Malin Richardsson - Hey big spender (Sweet Charity)

#### Resultat
Listar här nedan de tävlande som gick direkt till final. Listar även de tävlande som expertpanelen röstade vidare till kvalet (näst-sista programmet).

Den av dessa två band som är markerad med mörkgrå färg är de band som erhöll flest tittarröster och därmed gick direkt till finalen.
| Högst antal tittarröster |           |
| Ola & Sussie             | Bloggarna |

### Program 5: Flicka
Sändes den 25 september 2010
1. Tobbe & Marko: Tobias Blom och Marko Lehtosalo - Time of my life (Dirty Dancing)
2. Joakim Nätterqvist - Bad Romance (Lady Gaga)
3. Dr Åsa och Dr. Stefan: Åsa Vilbäck och Stefan Branth - You never can tell (Pulp fiction)
4. Fröken Sverigegänget: Annika Duckmark, Johanna Lind, Jessica Olérs och Valerie Aflalo - Everybody (Backstreet Boys)

#### Resultat
Listar här nedan de tävlande som gick direkt till final. Listar även de tävlande som expertpanelen röstade vidare till kvalet (näst-sista programmet).

Den av dessa två band som är markerad med mörkgrå färg är de band som erhöll flest tittarröster och därmed gick direkt till finalen.
| Högst antal tittarröster |                    |
| Tobbe & Marko            | Joakim Nätterqvist |

### Program 6: Minoritet
Sändes den 2 oktober 2010
1. Agneta och Carina: Carina Lidbom och Agneta Sjödin - Shake a tail feather (Blues Brothers)
2. TV-hallåorna: Anders Östman, Nanna Martorell och Fredrik Östling - Fångad av en stormvind (Carola)
3. Unni Drougge - Baby one more time (Britney Spears)
4. Bönderna: Fredrik Karlsson, Peter Gustafsson och Susan Brännemo - Never let it go (Afro-Dite)

#### Resultat
Listar här nedan de tävlande som gick direkt till final. Listar även de tävlande som expertpanelen röstade vidare till kvalet (näst-sista programmet).

Den av dessa två band som är markerad med mörkgrå färg är de band som erhöll flest tittarröster och därmed gick direkt till finalen.
| Högst antal tittarröster |              |
| Bönderna                 | TV-hallåorna |

### Program 7 (kvalet): Minoritet
Sändes den 9 oktober 2010, de tävlande framför samma låtar som förra gången de deltog.
1. Ståuppgänget - Wannabe (Spice Girls)
2. Fredrick Federley - Manboy (Eric Saade)
3. Anna Book - Candyman (Christina Aguilera)
4. TV-hallåorna - Fångad av en stormvind (Carola)
5. Bloggarna - Hey big spender (Sweet Charity)
6. Joakim Nätterqvist - Bad Romande (Lady Gaga)

#### Resultat
Listar här nedan de tävlande som gick direkt till final.

| Högst antal tittarröster |
| TV-hallåorna             |

### Program 8 (finalen): Alla
Sändes den 16 oktober 2010, de tävlande framför samma låtar som förra gången de deltog.
1. Nassim Al Fakir - Single ladies (Beyonce)
2. Ola & Sussie - Chorie Chorie (The Guru)
3. Morgan Alling - What a feeling (Flashdance)
4. Ronny Svensson - Thriller (Michael Jackson)
5. Tobbe & Marko - Time of my life (Dirty Dancing)
6. TV-hallåorna - Fångad av en stormvind (Carola)
7. Bönderna - Never let it go (Afro-Dite)

#### Resultat
Listar nedan den deltagare som erhöll flest antal tittarröster och därmed vann Dansfeber.
| Vinnaren      |
| Tobbe & Marko |